# Al-Suqaylabiyah (okrug)
Distrikt Al-Suqaylabiyah (ar. السقيلبية) je okrug u sirijskoj pokrajini Hama. Po popisu iz 2004. (prije rata), okrug je imao 240.091 stanovnika. Administrativno sjedište je u naselju Al-Suqaylabiyah.

## Nahije
Okrug je podijeljen u nahije (broj stanovnika se odnosi na popis iz 2004.):
- Al-Suqaylabiyah (ناحية السقيلبية): 49,686 stanovnika.[2]
- Tell Salhab (ناحية تلسلحب): 38,783 stanovnika.[3]
- Al-Ziyarah (ناحية الزيارة): 38,872 stanovnika.[4]
- Shathah (ناحية شطحة): 25,273 stanovnika.[5]
- Qalaat al-Madiq (ناحية قلعة المضيق): 85,597 stanovnika.[6]